# Łukasz Pawłowski
Łukasz Zygmunt Pawłowski (Toruń, 11 de junio de 1983) es un deportista polaco que compitió en remo.
Participó en dos Juegos Olímpicos de Verano, en los años 2008 y 2012, obteniendo una medalla de plata en Pekín 2008, en la prueba de cuatro sin timonel ligero.
Ganó dos medallas de bronce en el Campeonato Mundial de Remo, en los años 2006 y 2009, y una medalla de plata en el Campeonato Europeo de Remo de 2010.

## Palmarés internacional
| Juegos Olímpicos   | Juegos Olímpicos            | Juegos Olímpicos  | Juegos Olímpicos          |
| Año                | Lugar                       | Medalla           | Prueba                    |
| ------------------ | --------------------------- | ----------------- | ------------------------- |
| 2008               | Pekín (China)               | Medalla de plata  | Cuatro sin timonel ligero |
| Campeonato Mundial |                             |                   |                           |
| Año                | Lugar                       | Medalla           | Prueba                    |
| 2006               | Eton (Reino Unido)          | Medalla de bronce | Ocho con timonel ligero   |
| 2009               | Poznań (Polonia)            | Medalla de bronce | Cuatro sin timonel ligero |
| Campeonato Europeo |                             |                   |                           |
| Año                | Lugar                       | Medalla           | Prueba                    |
| 2010               | Montemor-o-Velho (Portugal) | Medalla de plata  | Cuatro sin timonel ligero |